# دانشگاه تکنیکی ساینس ولدو

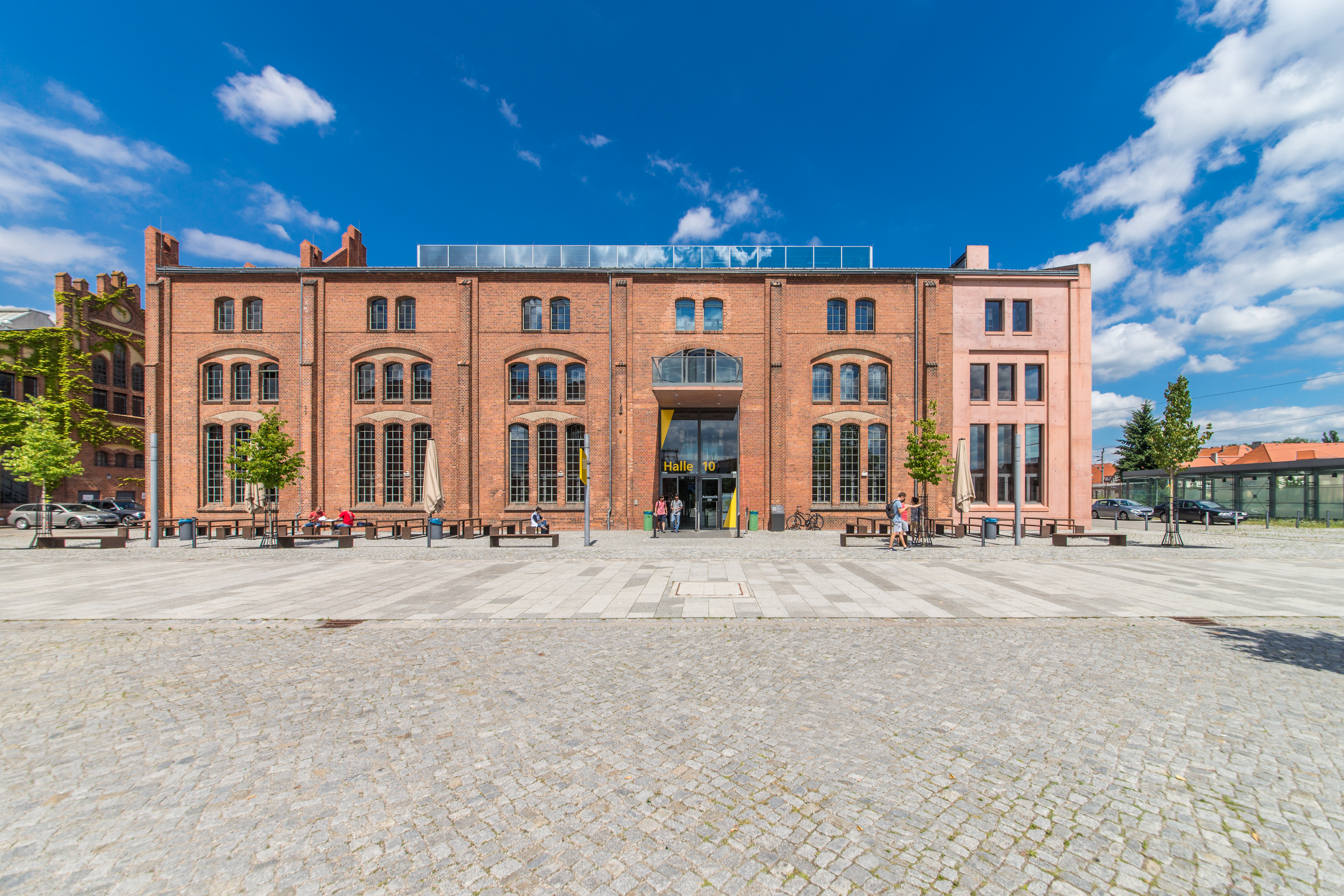
صالون شماره ۱۰ شامل کافه تریا و کتابخانه

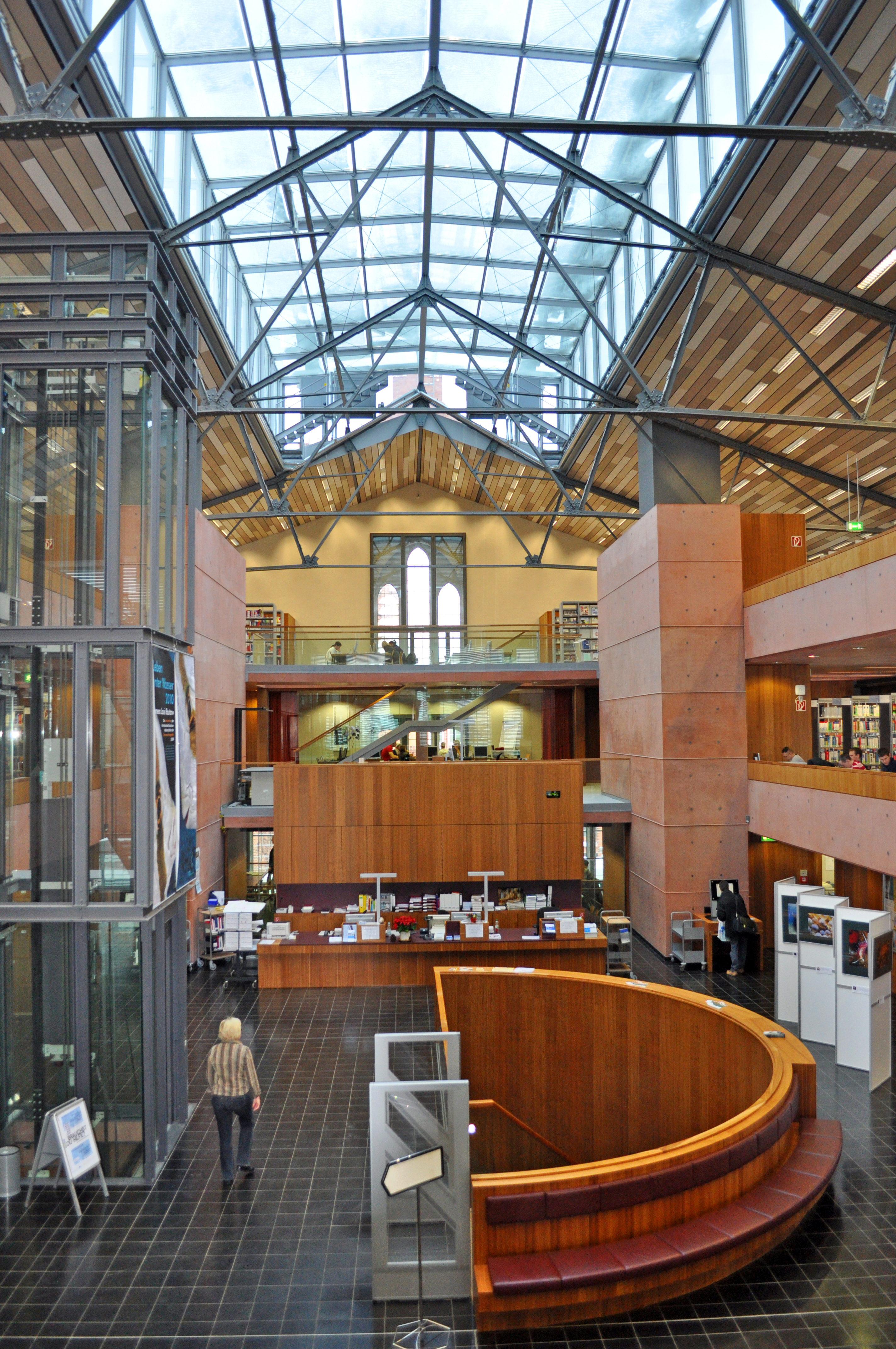
کتابخانه دانشگاه تخنیکی ساینس ولدو

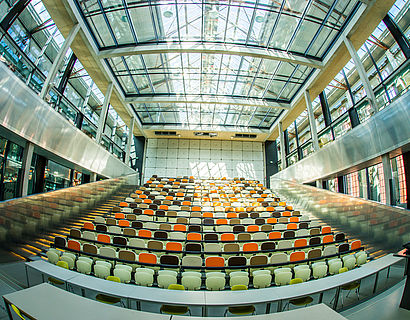
بزرگترین صالون برای برگزاری برنامه‌های رسمی در ساختمان شماره ۱۴می‌باشد

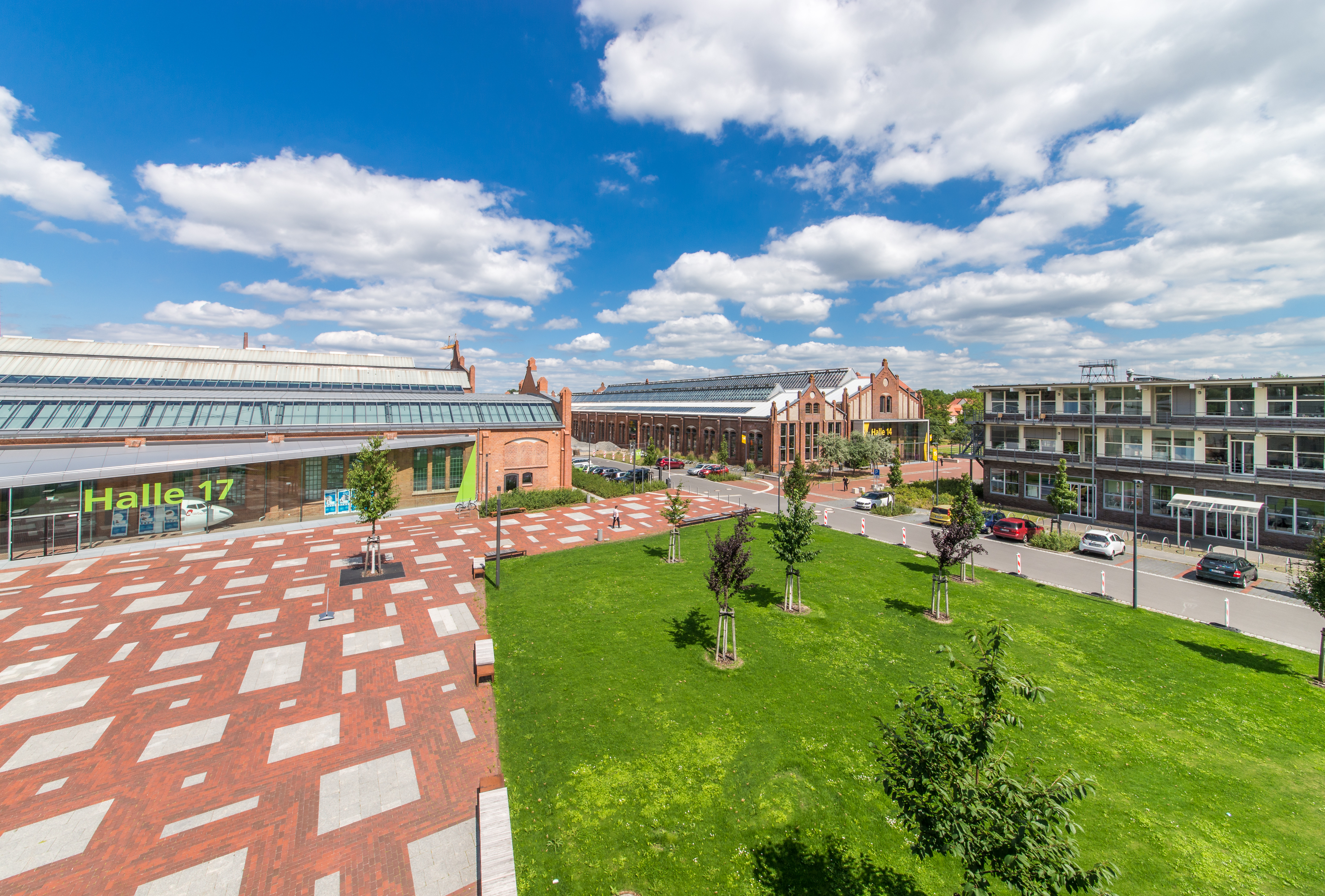
صالون شماره ۱۷ و محوطه دانشگاه

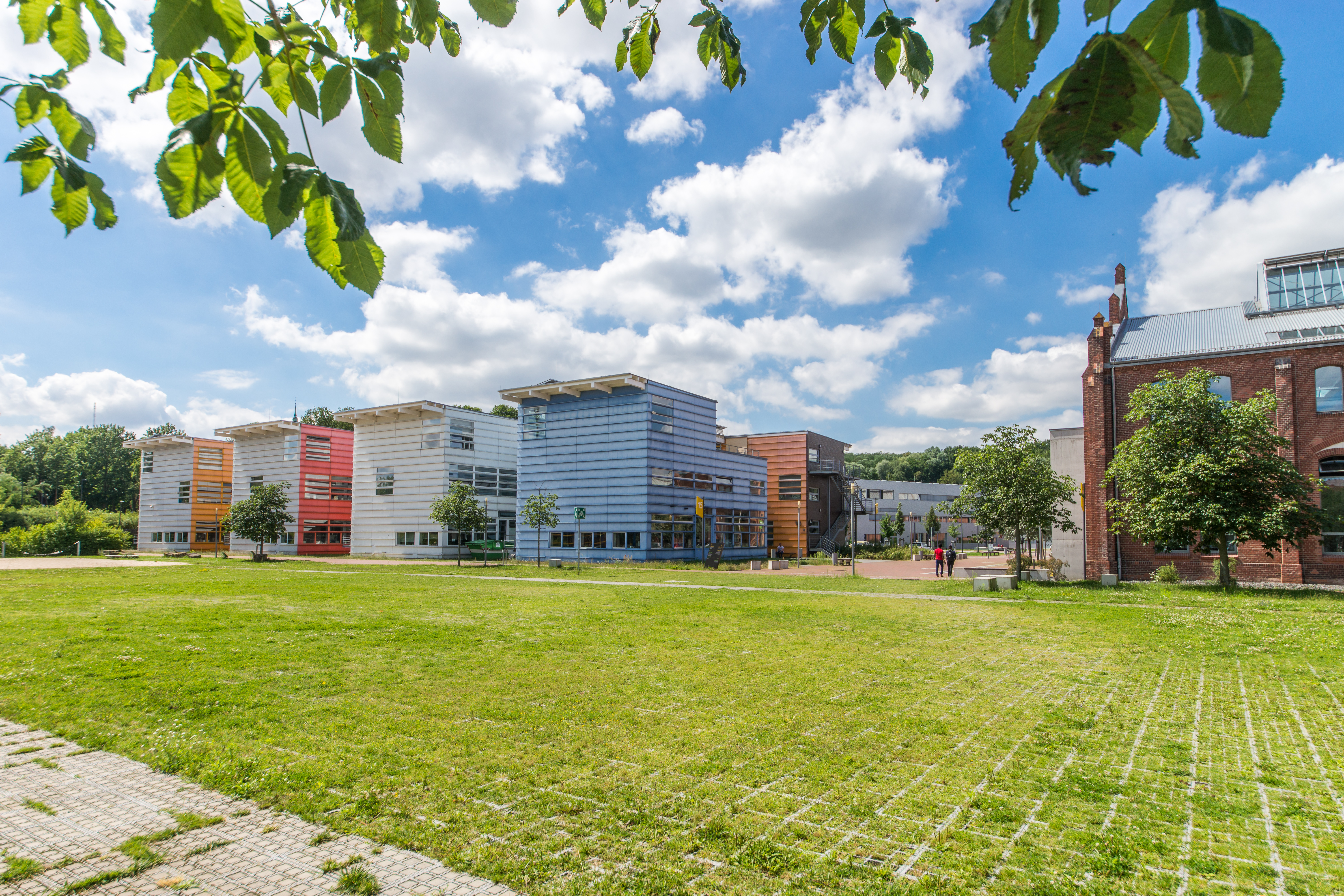
ساختمان شماره ۱۵ دانشگاه تخنیکی ساینس ولدو و محیط اطراف آن

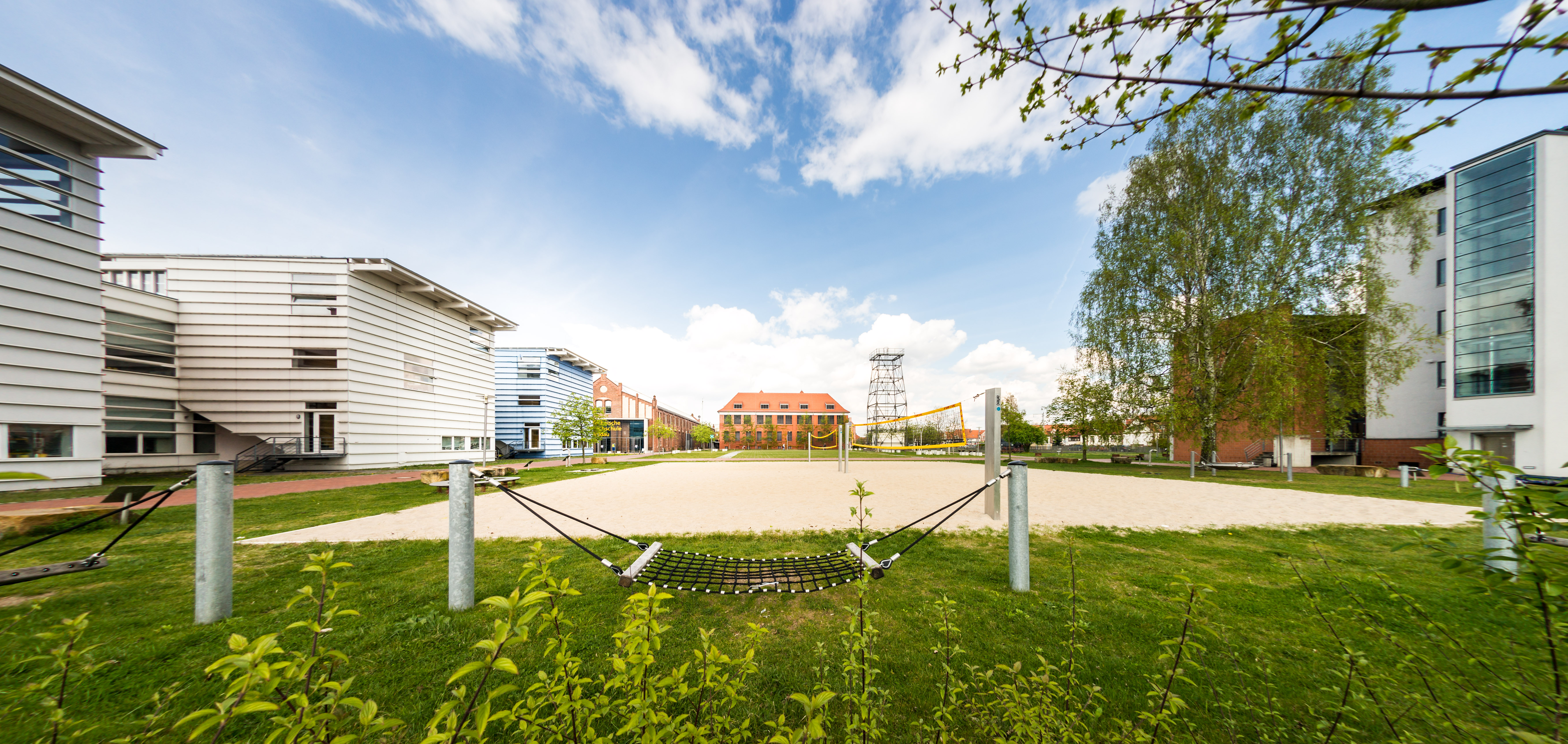
محل ورزشی برای والیبال در صحن دانشگاه تخنیکی ساینس ولدو

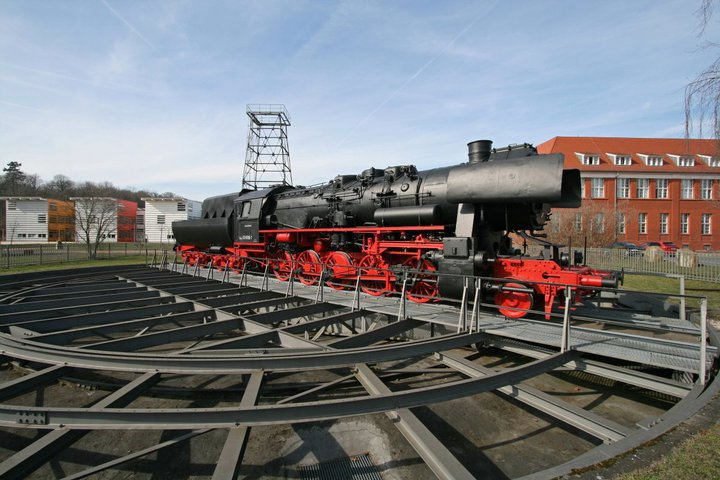
لوکوموتیو در محوطه دانشگاه تخنیکی ساینس ولدو که یادآور تاریخ Wildau به عنوان یک کارخانه مهم لوکوموتیو می‌باشد

دانشگاه تکنیکی ساینس ولدو (به‌طور خلاصه "TH Wildau") از جمله پنج دانشگاه‌های جامع و بزرگ علوم کاربردی در ایالت فدرال براندنبورگ آلمان می‌باشد. TH Wildau در سال ۱۹۹۱ میلادی به نیت دانشگاه تکنیکی ساینس ولدو تأسیس شد ولی ارتباط آن با آموزش مهندسی به اواخر دهه ۱۹۴۰ میلادی برمی‌گردد، و امروز دارای یک محوطه دانشگاهی کوچک ولی بسیار مدرن می‌باشد و دسترسی مستقیم S-Bahn به پایتخت آلمان یعنی مرکز برلین را دارد.

## تاریخچه
تاریخچه ولدو با خانواده‌های ماهیگیران آغاز می‌شود که در کنار رودخانه Dahme ساکن شده بودند و حمل و نقل ریگ، سنگ ریزه، جغل، آجر یا خشت را با قایق از منطقه به برلین انجام می‌دادند. مهندسی مکانیکی Wildau را روی نقشه به عنوان مکانی برای صنعت قرار داده‌است.

### ۱۸۸۹ / ۱۹۳۳: رشد صنعت در منطقه
در اواخر قرن نوزدهم در آلمان شرکت ماشین‌سازی برلین (B.M.A.G.)، که پیش از این L. Schwartzkopff بود، یکی از تولیدکنندگان پیشرو locomotive (نیروی حرکتی برای قطار یا ماشین ریل) راه‌آهن شد. کارخانه اصلی، که در مرکز برلین واقع داشت، برای پاسخگویی به نیازهای رو به رشد تنظیمات راه‌آهن کافی نبود؛ بنابراین، این شرکت در مناطق اطراف برلین شروع به جستجوی محل جدید برای کارخانه کرد. سرانجام در سال ۱۸۸۹ مساحت ۶۰۰٬۰۰۰ متر مربع در مجاورت راه‌آهن Goerlitz، نزدیک به شهر Hoherlehme، برای این منظور انتخاب شد.
تمام تولیدات ماشینهای چرخشی با سرعت بالا، جنراتورها و تجهیزات برقی چندی نگذشت که به کارخانه جدید B.M.A.G.'s جابجا شد. از ابتدای این کار، یک شرکت جدید - Maffei-Schwartzkopff Co. Ltd. - پدید آمد که در سالهای بعدی تمام locomotive (نیروی حرکتی برای قطار یا ماشین ریل) Schwartzkopff and Maffei E-locomotives را با برق مجهز کرد. درعواقب بعدی از رکود بزرگ در سال (۱۹۳۱)، این سایت مجبور به بسته شدن بود.

### ۱۹۳۳ / ۱۹۴۵: تحت رژیم سوسیالیست‌ها
در سال ۱۹۳۴ AEG سایت سابق Maffei-Schwartzkopff را به دست گرفت و آن را به یک کارخانه تغذیه کننده صنایع هواپیمایی تبدیل کرد. تولید اسلحه در سال ۱۹۳۶ از قبیل اژدرها، گلوله‌های نارنجک، قطب‌های پروانه، لوله‌های توپ، خمپاره‌ها و توپخانه‌ها آغاز شد مانند. اما دو پروژه با مهارت شهرت خویشرا خواهند از دست داد. کارخانه لوکوموتیو در ولدو ("Schienenwolf" گرگ راه آهن") را که آنقدر معروف نبود ساخت، و بعداً Wehrmacht آلمانی هنگام عقب نشینی خود از اتحاد جماهیر شوروی و ایتالیا مستقر شد[۶] و در گدام مونتاژ بزرگ لوکوموتیو ۱۵/۱۶، کارمندان AEG لوکوموتیو زرهی "Führersonderzug" (یا "قطار منشور هیتلر") را ساختند. [۶]
در آوریل سال ۱۹۴۵، ارتش اتحاد جماهیر شوروی ویلدو را اشغال کردند و چندی نگذشته بود که تصمیم گرفته شد که همه سالن‌های تولیدی باید تخریب شود و تمام تجهیزات از B.M.A.G. و AEG از بین برده شود.

### ۱۹۴۹ / ۱۹۵۵: آغاز آموزش مهندسی
در اواسط سپتامبر سال ۱۹۴۹، «دانشکده حرفه ای Locomotive و ساختمانی Wagon» تأسیس شد و رسماً آموزش تخصصی مهندسی ویا انجینیری در ولدو آغاز کرد و آموزش مهندسی ویا انجینیری با گروهی به تعداد تنها پنج نفر دانشجو شروع شد. در ابتدا، مدت دوره‌های آموزشی قسمی تعین شده بود که بیشتر از دوسال نباشد.
در سپتامبر ۱۹۵۳ این مدرسه به «دانشکده فنی ساخت ماشین آلات سنگین» تغییر نام داد و به وزارت ساخت ماشین آلات سنگین واگذار شد. دو سال بعد، دوباره به نام «دانشکده مهندسی ماشین آلات سنگین» (ISW) تغیر نام داد. در ابتدا کلاسهای شبانه را در رشته مهندسین کارشناسی ارشد یا دوره ماستری در رشته انجینری و همچنان دوره‌های آموزشی از راه دور نیز آموزش داده می‌شد.

### ۱۹۵۶–۱۹۹۱: متخصصان مهندسی
دامنه و تمرکز مدرسه در طی سالیان متمادی توسعه پیدا کرد و در سال ۱۹۶۴ برای بازتاب این موضوع به "دانشکده مهندسی یا انجینیری مکانیک "Wildau" تغییر نام یافت. به دلیل گماشتن، در دهه ۱۹۷۰، به وزارت ابزار و ساخت ماشین آلات پردازش GDR، در مرحله اولیه Wildau به ابزارهای مختلفی دسترسی داشت. در حقیقت، یکی از اولین سیستمهای رایانه ای یا کامپیوتری GDR با نام ZRA 1 در Wildau نصب شد.
در طول دهه ۱۹۸۰ دوره‌های تحصیلی بیشتر برای تکنسین‌ها یا متخصصین فنی آغاز شد و دوره‌های تحصیلی دیگر گسترش یافت و همچنان یک ساختمان جدید با یک سالن بزرگ در منطقه Friedrich-Engels-Strasse نیز شروع به ساخت و ساز کردند.

### ۱۹۹۱: تأسیس دانشگاه تکنیکی ساینس ولدو
اتحاد مجدد آلمان و پایان GDR تغییرات عظیمی را به همراه داشت. در اکتبر ۱۹۹۱، ایالت فدرال Brandenburg دانشگاه تخنیکی ساینس Wildau را تأسیس کرد. سایر دانشگاه‌های تخنیکی ساینس در سراسر براندنبورگ- به عنوان مثال، در لوزیتز، پوتسدام، براندنبورگ و ایبرسوالدی، همان زمان تحت همان فرمان تأسیس شدند.

## موقعیت یا مکان

### نزدیگ به مرکز برلین

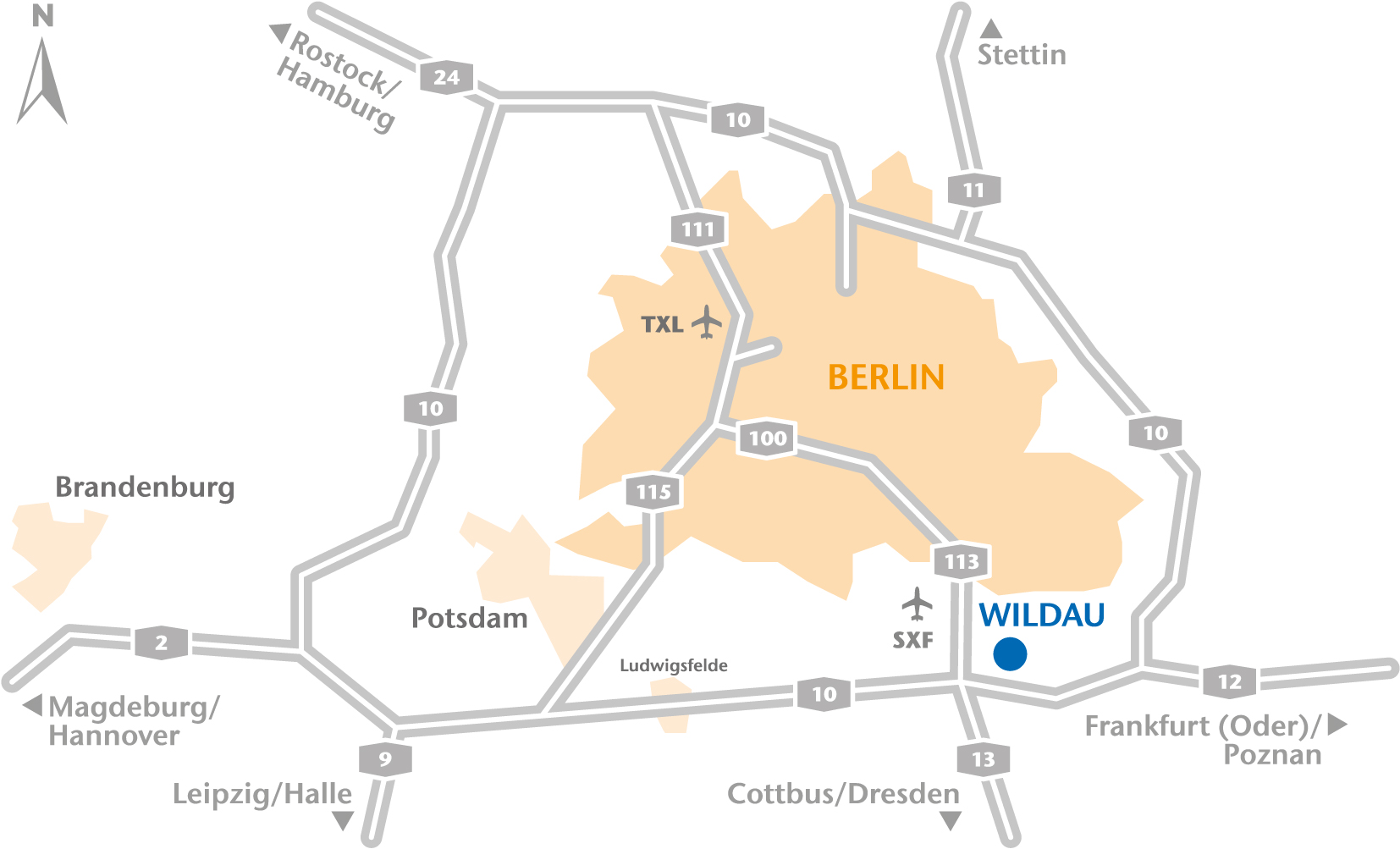
موقعیت دانشگاه تخنیکی ساینس Wildau، جنوب برلین

دانشگاه تخنیکی ساینسWildau با محوطه زیبا در جنوب برلین موقعیت دارد و با استفاده از قطار S-Bahn 46 جهت Königs Wusterhausen به ایستگاه Wildau S-Bahn پیاده شده و بعداً درسمت دست راست شما مستقیماً در مقابل ایستگاه قرار دارد.
با خطوط اتوبوس ۷۳۶، ۷۳۷ و ۷۳۸ نیز ازسمت Königs Wusterhausen به طرف شهر ولدو و بعداً به ایستگاه Wildau S-Bahn پیاده شده و بعد از آن دانشگاه مستقیماً درسمت دست چپ شما آنطرف ایستگاه قرار دارد. از برلین با خط قطارهای RE2 به جهت Cottbus Hauptbahnhof و همچنین خط RB24 به جهت Senfastberg الی Königs Wusterhausenوبعدا با استفاده از قطار S-Bahn 46 یک ایستگاه سمت برلین رفته به ایستگاه Wildau S-Bahn پیاده شده و بعد این دانشگاه مستقیماً درسمت دست راست شما آنطرف ایستگاه قرار دارد.
با اتومبیل یا موتر می‌توانید از طریق Bundesautobahn 10 (حلقه برلین) بعداً از طریق خروجی Königs Wusterhausen و همچنین از طریق بزرگراه Federal (Bundesstraße 179) به سمت دانشگاه می‌تواند بیائید.

### مرکز رشد منطقه‌ای
TH Wildau همچنین یکی از بخش مراکز رشد سریع منطقه ایBrandenburg (Regional Wachstumskerne) است که به نام صلیب شونیفلد ('Schönefelder Kreuz') نامیده می‌شود که این شامل شهرهای Königs Wusterhausen و Wildau، به همراه شهرداری Schönefeld می‌باشند. این منطقه شامل منطقه جدید فرودگاه Berlin-Brandenburg می‌باشد که پس از افتتاح فرودگاه یا میدان هوایی Willy Brandt Berlin-Brandenburg airport (BER) (فرودگاه ویلی برانت برلین-براندنبورگ) دراکتبر سال ۲۰۲۰ (اگر تخمین‌های فعلی به موقع تعین شده آن عملی گردد) فعال خواهد شد.
این دانشگاه همچنین هم‌مرز با شهر و Zeuthen، که درسمت (شمال) موقعیت دارد است و مانند محوطه دوم دانشگاه Electron Synchroton("DESY") German، که بخشی از انستیتیوت فیزیک انرژی می‌باشد. DESY ییک مرکز تحقیقاتی ملی است که ساختار ماده را بررسی می‌کند وهمچنان عملیات شتابدهنده‌های ذرات را کار می‌کند.
در ناحیه مجاور Brandenburg (به سمت شرق) منطقه Oder-Spree واقع شده‌است، که خواهد خانه Tesla (یک شرکت برقی و انرژی الکتریکی آمریکایی است که وسایل نقلیه الکتریکی، ذخیره انرژی باتری و ساخت کاشی‌های سقفی خورشیدی تخصص دارد) که اخیراً به نام Gigafactory که اولین بار در اروپا است اعلام شده.

## رشته‌های تحصیلی
دانشگاه تخنیکی ساینس Wildau دارای پانزده برنامه کارشناسی یا لیسانس و پانزده برنامه کارشناسی ارشد یا ماستری است. [۱۰] در کنار رشته‌های مهندسی سنتی، رشته‌های دیگری هم وجود دارند  که آن‌ها شامل دوره‌های علوم طبیعی، مهندسی، اقتصاد، حقوق، مدیریت و مدیریت بازرگانی هستند.
دانشگاه تکنیکی ساینس Wildau تنها دانشگاه در براندنبورگ است که رشته لجستیک را ارائه می‌دهد، و اولین دانشگاه در کل آلمان است که دارای رشته Telematics می‌باشد و همچنین اولین دانشگاه تخنیکی ساینس در آلمان است که دارای مدرکی در فناوری Biosystems / Bioinformatics می‌باشد.
دانشجویان می‌توانند مدرک دانشگاهی شناخته شده در سطح بین‌المللی مانند مدرک کارشناسی ارشد یا ماستری و لیسانس یا کارشناسی که طبق (فرایند بولونیا Bologna Process) می‌باشد کسب کنند.
دانشجویان یا محصلین می‌توانند رشته‌های ماستری یا کارشناسی ارشد را به زبان انگلیسی در مؤسسه تکنالوژی ولدو (Wildau Institute of Technology) ه ادامه تحصیل دهند.

## تحقیق و توسعه
دانشگاه تکنیکی ساینس Wildau تمرکز بسیار خوبی در رشته تحقیقاتی دارد و در مقایسه با دیگر دانشگاه‌های کوچک تکنیکی ساینس، به دست آوردن بودجه تحقیقاتی شخص ثالث بسیار خوب عمل کرده‌است. برای هر پروفسور در سالهای ۲۰۱۵ و ۲۰۱۷ بیش از ۲۰۳٬۰۰۰ یورو در بودجه شخص ثالث جمع‌آوری کرده‌اند و این دانشگاه ۱۱ میلیون یورو جمع‌آوری کرده‌است که تقریباً دو بر سوم بودجه آن می‌باشد.
دانشگاه تکنیکی ساینسWildau در سه حوزه اصلی تحقیق، که در نقشه تحقیق کنفرانس سخنگوهای صدراعظم یا کنسلر اعلان شده‌است، مشخص است.
- علوم زندگی کاربردی یا ساینس
- فناوری اطلاعات و تلیماتیک
- فناوری‌های نوری یا فوتونیک

دانشگاه تکنیکی ساینس ولدو همچنین در زمینه‌های تحقیقاتی تولید مواد، حمل و نقل، لجستیک و همچنین مدیریت و قانون تخصص دارد.
دانشگاه تکنیکی ساینس Wildau همچنین دارای دو مؤسسه تحقیقاتی می‌باشد که انستیتیوت علوم زندگی و فناوریهای زیست پزشکی یا طبی
Institute of Life Sciences and Biomedical Technologies و انستیتیوت مواد، توسعه و تولید Institute for Materials, Development and Production.

## همکاری با دیگر دانشگاه‌های بین‌المللی
از زمان تأسیس این دانشگاه در سال ۱۹۹۱ با بیش از ۱۵۰ دانشگاه در بیش از ۶۰ کشور در سراسر جهان همکاری کرده‌است
در حال حاضر این دانشگاه رشته‌های دومدرکه را با دیگر دانشگاهای بین‌المللی از جمله کشورهای چین، فرانسه، جورجیا، ایتالیا، قزاقستان، روسیه و اسپانیا انجام می‌دهد و همچنان یک برنامه سه جانبه مشترک را در زمینه لوجستیک و Supply Chain Management با دانشگاه‌های Universitat Autonoma de Barcelona در اسپانیا و Riga Technical University در لتونی ایجاد کرده‌است.
دانشگاه تکنیکی ساینس Wildau همچنین در حال حاضر حدود ۷۰ همکاری فعال با دانشگاه‌های بین‌المللی در سراسر جهان دارد. بسیاری از این همکاری‌ها شامل ترتیب و تبادل دانشجوها یا کارمندان است.